# 1668년
1668년은 일요일로 시작하는 윤년이다.

## 연호
- 동녕(東寧) 영력(永曆) 22년
- 청(淸) 강희(康熙) 7년
- 일본(日本) 간분(寛文) 8년
- 후 레 왕조(後黎朝) 까인찌(景治) 6년
- 막 왕조(莫朝) 투언득(順德) 31년

## 기년
- 동녕(東寧) 연평문왕(延平文王) 6년
- 류큐(琉球) 쇼시쓰왕(尚質王) 21년
- 청(淸) 성조 강희제(聖祖 康熙帝) 7년
- 조선(朝鮮) 현종(顯宗) 9년
- 후 레 왕조(後黎朝) 현종(玄宗) 6년

## 탄생
- 6월 23일 - 이탈리아 철학자 잠바티스타 비코. (~1744년)
- 8월 26일 - 중국 청나라 군주 강희제의 측실 각혜황귀비. (~1743년)
- 10월 30일 - 프로이센의 왕비 조피 샤를로테 폰 브라운슈바이크뤼네부르크 공녀. (~1705년)